# Europese kampioenschappen judo 2018
De Europese kampioenschappen judo 2018 waren de 29ste editie van de Europese kampioenschappen judo en werden gehouden in het Israel Trade Fairs & Convention Center in Tel Aviv, Israël, van donderdag 26 april tot en met zaterdag 28 april 2018. Aan het toernooi deden 368 judoka's mee, afkomstig uit 44 landen.

## Deelnemers

### België
Mannen
– 60 kg — Joran Schildermans, Jorre Verstraeten
– 66 kg — Geen deelnemer
– 73 kg — Dirk Van Tichelt
– 81 kg — Sami Chouchi, Matthias Casse
– 90 kg — Joachim Bottieau
–100kg — Toma Nikiforov
+100kg — Benjamin Harmegnies
Vrouwen
–48 kg — Anne Sophie Jura
–52 kg — Charline Van Snick
–57 kg — Mina Libeer
–63 kg — Geen deelneemster
–70 kg — Roxane Taeymans, Gabriëlla Willems
–78 kg — Sophie Berger
+78 kg — Geen deelneemster

### Nederland
Mannen
– 60 kg — Tornike Tsjakadoea
– 66 kg — Geen deelnemer
– 73 kg — Sam van 't Westende
– 81 kg — Frank de Wit
– 90 kg — Noël van 't End, Jesper Smink
–100kg — Geen deelnemer
+100kg — Roy Meyer, Henk Grol
Vrouwen
–48 kg — Amber Gersjes
–52 kg — Geen deelneemster
–57 kg — Margriet Bergstra, Sanne Verhagen
–63 kg — Juul Franssen, Sanne Vermeer
–70 kg — Kim Polling, Sanne van Dijke
–78 kg — Karen Stevenson
+78 kg — Tessie Savelkouls

## Resultaten

### Mannen
| Gewichtsklasse | Goud                 | Zilver           | Brons                                       |
| -------------- | -------------------- | ---------------- | ------------------------------------------- |
| – 60 kg        | Islam Yashuev        | Yanislav Gerchev | Beslan Mudranov Ashley McKenzie             |
| – 66 kg        | Adrian Gomboc        | Matteo Medves    | Dzmitry Shershan Tal Flicker                |
| – 73 kg        | Ferdinand Karapetian | Hidayet Heydarov | Bilal Ciloglu Tommy Macias                  |
| – 81 kg        | Sagi Muki            | Sami Chouchi     | Aslan Lappinagov Antonio Esposito           |
| – 90 kg        | Mikhail Igolnikov    | Nemanja Majdov   | Nikoloz Sherazadaishvili Theodoros Tselidis |
| – 100 kg       | Toma Nikiforov       | Cyrille Maret    | Peter Paltchik Zelym Kotsoiev               |
| + 100 kg       | Lukas Krpalek        | Tamerlan Bashaev | Stephan Hegyi Henk Grol                     |

### Vrouwen
| Gewichtsklasse | Goud                | Zilver           | Brons                                 |
| -------------- | ------------------- | ---------------- | ------------------------------------- |
| – 48 kg        | Irina Dolgova       | Éva Csernovicki  | Milica Nikolic Maryna Cherniak        |
| –52 kg         | Natalja Koezjoetina | Distria Krasniqi | Gefen Primo Evelyne Tschopp           |
| –57 kg         | Nora Gjakova        | Theresa Stoll    | Anastasiia Konkina Telma Monteiro     |
| –63 kg         | Clarisse Agbegnenou | Tina Trstenjak   | Lucy Renshall Martyna Trajdos         |
| –70 kg         | Kim Polling         | Sally Conway     | Michaela Polleres Gemma Howell        |
| –78 kg         | Madeleine Malonga   | Audrey Tcheuméo  | Anna Maria Wagner Natalie Powell      |
| + 78 kg        | Romane Dicko        | Larisa Cerić     | Tessie Savelkouls Yelyzaveta Kalanina |

## Medaillespiegel
| Plaats | Land                  | Goud | Zilver | Brons | Totaal |
| 1      | Rusland               | 4    | 1      | 3     | 8      |
| 2      | Frankrijk             | 3    | 2      | 0     | 5      |
| 3      | België                | 1    | 1      | 0     | 2      |
| 3      | Kosovo                | 1    | 1      | 0     | 2      |
| 3      | Slovenië              | 1    | 1      | 0     | 2      |
| 6      | Israël                | 1    | 0      | 3     | 4      |
| 7      | Nederland             | 1    | 0      | 2     | 3      |
| 8      | Armenië               | 1    | 0      | 0     | 1      |
| 8      | Tsjechië              | 1    | 0      | 0     | 1      |
| 10     | Verenigd Koninkrijk   | 0    | 1      | 4     | 5      |
| 11     | Duitsland             | 0    | 1      | 2     | 3      |
| 12     | Azerbeidzjan          | 0    | 1      | 1     | 2      |
| 12     | Italië                | 0    | 1      | 1     | 2      |
| 12     | Servië                | 0    | 1      | 1     | 2      |
| 15     | Bosnië en Herzegovina | 0    | 1      | 0     | 1      |
| 15     | Bulgarije             | 0    | 1      | 0     | 1      |
| 15     | Hongarije             | 0    | 1      | 0     | 1      |
| 18     | Oekraïne              | 0    | 2      | 0     | 2      |
| 18     | Oostenrijk            | 0    | 2      | 0     | 2      |
| 20     | Griekenland           | 0    | 0      | 1     | 1      |
| 20     | Portugal              | 0    | 0      | 1     | 1      |
| 20     | Spanje                | 0    | 0      | 1     | 1      |
| 20     | Turkije               | 0    | 0      | 1     | 1      |
| 20     | Wit-Rusland           | 0    | 0      | 1     | 1      |
| 20     | Zweden                | 0    | 0      | 1     | 1      |
| 20     | Zwitserland           | 0    | 0      | 1     | 1      |
| Totaal | Totaal                | 14   | 14     | 28    | 56     |